# Lista de testagens positivas no anti-dopping do MMA
Esta é uma lista dos principais atletas do MMA que caíram no dopping.

## Sobre as testagens
Os exames antidoping são feitos para flagrar se o atleta está usando substâncias ilícitas a fim de melhorar seu desempenho. E os testes não se restringem aos períodos de competição, podendo ser realizados a qualquer momento durante os treinos.
Alguns questionamentos têm sido levantados sobre o dopping no MMA, sobre suas suspensões não aplicadas, diminuídas e não reparação dos resultados de lutas. Para muitos a USADA (Agência Anti-Dopping dos EUA) apenas pega os lutadores que não podem esconder a tempo, para outros, é difícil crer que um atleta seria pego na primeira tentativa de uso destas substâncias.
A era USADA

Brasileiros foram responsáveis por 28 dos 93 casos de doping em quase quatro anos de controle mais rígido, representando um total de 30%. Sete dos últimos oito casos no UFC foram de lutadores do país. Os Estados Unidos, com 30 testes positivos (32% do total) é o único à frente do Brasil na lista.
O Brasil é, proporcionalmente, a nação mais maculada por casos de doping na “Era USADA”, uma vez que os Estados Unidos possuíram, em média, quase o triplo de atletas sob contrato com a empresa durante o período. A Rússia surge logo atrás, em terceiro lugar, com oito falhas em exames antidoping.

## Lista de testagens positivas no anti-dopping do MMA
| Nº | Nome              | Oponente          | Evento       | Ano  | Substância                  | Penalidade                   | Ref.   |
| -- | ----------------- | ----------------- | ------------ | ---- | --------------------------- | ---------------------------- | ------ |
| 1º | Josh Barnett      | Bobby Hoffman     | UFC 32       | 2001 | ?                           | Advertência pública          | [ 3 ]  |
| 2º | Josh Barnett      | Randy Couture     | UFC 36       | 2002 | ?                           | Destituído do título         | [ 4 ]  |
| 1º | Stephan Bonnar    | Forrest Griffin   | UFC 62       | 2006 | Boldenona                   | Suspensão                    | [ 5 ]  |
| 1º | Vitor Belfort     | Dan Henderson     | Pride 32     | 2006 | 4-Hidroxitestosterona       | Suspensão e multa            | [ 6 ]  |
| 1º | Nick Diaz         | Takanori Gomi     | Pride 33     | 2007 | THC, tetraidrocanabinol     | Suspensão                    |        |
| 1º | Melvin Guillard   | Joe Steveson      | UFC 72       | 2007 | Benzoilecgonina             | Suspensão e multa            |        |
| 1º | Royce Gracie      | Kazushi Sakuraba  | EliteXC      | 2007 | Nandrolona                  | Multa e suspensão            | [ 7 ]  |
| 1º | Antônio Pezão     | Não atribuído     | EliteXC      | 2008 | Boldenona                   | Suspensão                    | [ 8 ]  |
| 1º | James Irvin       | Anderson Silva    | UFC Rio      | 2008 | Metadona e oximorfona       | Suspensão                    |        |
| 1º | Forrest Griffin   | Anderson Silva    | UFC 101      | 2009 | TRT e Xanax (ansiolítico)   | Suspensão                    |        |
| 3º | Josh Barnett      | Fedor Emelianenko | Affliction   | 2009 | ?                           | Suspensão                    |        |
| 1º | Chael Sonnen      | Anderson Silva    | UFC          | 2010 | Testosterona                | Suspensão                    |        |
| 1º | Cris Cyborg       | Hiroko Yamanaka   | Strikeforce  | 2011 | ?                           | Multa, suspensão e NC        | [ 9 ]  |
| 1º | Alistair Overeem  | Junior dos Santos | UFC          | 2012 | epitestosterona             | Suspensão                    |        |
| 1º | Dave Herman       | Rodrigo Minotauro | UFC 153      | 2012 | THC, tetraidrocanabinol     | Suspensão                    |        |
| 1º | Vitor Belfort     | Jon Jones         | UFC          | 2012 | Testosterona                | Não atribuída                |        |
| 2º | Stephan Bonnar    | Anderson Silva    | UFC Rio 3    | 2012 | Drostanolona                | Aposentou-se                 | [ 10 ] |
| 2º | Nick Diaz         | Carlos Condit     | UFC 143      | 2012 | THC, tetraidrocanabinol     | Suspensão                    |        |
| 1º | Rousimar Toquinho | Hector Lombar     | ?            | 2012 | Testosterona                | Suspensão                    |        |
| 2º | Antônio Pezão     | Mark Hunt         | UFC          | 2013 | TRT (testosterona)          | Suspensão                    | [ 11 ] |
| 1º | Wanderlei Silva   | Não atribuído     | UFC          | 2013 | Recusou o exame             | Lustas proibidas em Nebraska | [ 12 ] |
| 2º | Vitor Belfort     | Chris Weidman     | UFC          | 2014 | TRT (testosterona)          | Suspensão                    |        |
| 1º | Chael Sonnen      | Não atribuído     | Bellator     | 2014 | Anastrozol                  | Aposentou-se                 |        |
| 1º | Jon Jones         | Daniel Cormier    | UFC 182      | 2015 | Benzoilecgonina             | Não atribuída                |        |
| 3º | Nick Diaz         | Anderson Silva    | UFC 183      | 2015 | THC, tetraidrocanabinol     | Suspensão e NC (5 anos)      |        |
| 1º | Anderson Silva    | Nick Diaz         | UFC 183      | 2015 | Drostanolona e androsterona | Suspensão e NC               | [ 13 ] |
| 1º | Hector Lombard    | Não atribuído     | UFC          | 2015 | ?                           | Suspensão                    | [ 14 ] |
| 1º | Gleison Tibau     | Não atribuído     | UFC          | 2016 | Eritropoietina (EPO)        | Suspensão                    | [ 15 ] |
| 1º | Lyoto Machida     | Dan Henderson     | UFC          | 2016 | 7-keto-DHEA                 | Suspensão                    | [ 16 ] |
| 1º | Li Jingliang      | Anton Zafir       | TUF          | 2016 | Clenbuterol                 | Suspensão (6 meses)          | [ 17 ] |
| 1º | Yoel Romero       | Ronaldo Jacaré    | UFC 200      | 2016 | Ibutamoren                  | Suspensão                    | [ 18 ] |
| 1º | BJ Penn           | Não atribuído     | UFC 195      | 2016 | ?                           | Suspensão (6 meses)          | [ 17 ] |
| 1º | Chad Mendes       | Não atribuído     | UFC          | 2016 | GH-hormônio                 | Suspensão                    | [ 19 ] |
| 4º | Josh Barnett      | Não atribuído     | UFC          | 2016 | Ostarina                    | Absolvido                    | [ 20 ] |
| 1º | Brock Lesnar      | Indefinido        | UFC          | 2016 | ?                           | Suspensão                    |        |
| 2º | Brock Lesnar      | Mark Hunt         | UFC 200      | 2017 | Clomifeno                   | Suspensão                    | [ 21 ] |
| 2º | Melvin Guillard   | David Rickels     | Bellator 159 | 2016 | ?                           | Suspensão, multa e NC        | [ 5 ]  |
| 2º | Jon Jones         | Daniel Cormier    | UFC 230      | 2017 | Clomifeno e letrozole       | Suspensão e NC               | [ 22 ] |
| 1º | Brandon Moreno    | Sergio Pettis     | UFC FN       | 2017 | Advertência pública         | Suspensão                    |        |
| 1º | Tom Lawlor        | Não atribuído     | UFC          | 2017 | Ostarina                    | Suspensão                    | [ 23 ] |
| 1º | Kelvin Gastelum   | Michael Bisping   | UFC FN       | 2017 | THC, tetraidrocanabinol     | Suspensão (6 meses)          | [ 24 ] |
| 3º | Jon Jones         | Anthony Smith     | UFC 235      | 2017 | Turinabol                   | Suspensão retirada           | [ 25 ] |
| 1º | Fabricio Werdum   | Alexey Oleinik    | UFC          | 2018 | Trembolona e epitrembolona  | Suspensão                    | [ 26 ] |
| 1º | Ruslan Magomedov  | Não atribuído     | UFC          | 2018 | Ostarina                    | Suspensão (2 anos)           |        |
| 2º | Ruslan Magomedov  | Não atribuído     | UFC          | 2019 | AAS, Stanozolol             | Banido do UFC                | [ 27 ] |
| 1º | TJ Dillashaw      | Henry Cejudo      | UFC          | 2019 | ?                           | Suspensão e multa            | [ 28 ] |
| 1º | Khalid Taha       | Não atribuído     | UFC+ESPN     | 2019 | Furosemida                  | Suspensão (1 ano)            | [ 29 ] |
| 1º | Jennifer Maia     | Katlyn Chookagian | UFC 224      | 2019 | Furosemida, HCT, cTZ, NaC,  | Suspensão (6 meses)          |        |
| 1º | Priscila Pedrita  | Ariane Lipski     | UFC          | 2019 | Hidroclorotiazida           | Suspensão                    | [ 30 ] |
| 1º | Marvin Vettori    | Vitor Miranda     | UFC FN       | 2019 | Ostarina                    | Suspensão (6 meses)          |        |
| 1º | David Branch      | Jack Hermansson   | UFC+ESPN     | 2019 | Ipamorelin                  | Suspensão (2 anos)           |        |
| 1º | Bruno Blindado    | Deron Winn        | UFC          | 2019 | Boldenona e 5β-androst-1    | Suspensão                    | [ 31 ] |
| 1º | Sean O’Malley     | José Quiñónez     | UFC          | 2019 | Ostarina                    | Suspensão (6 meses)          |        |
| 2º | Sean O’Malley     | Marlon Vera       | UFC 252      | 2020 | Ostarina                    | Suspensão (6 meses)          | [ 32 ] |
| 1º | Yair Rodriguez    | Não atribuído     | UFC          | 2020 | Não compareceu              | Suspensão (6 meses)          | [ 33 ] |
| 2º | Kelvin Gastelum   | Jack Hermansson   | UFC FN       | 2020 | THC, tetraidrocanabinol     | Suspensão (9 meses)          | [ 34 ] |
| 1º | Diego Sanchez     | Não atribuído     | UFC          | 2020 | Ostarina                    | Suspensão (3 mese)           |        |
| 1º | Gilbert Melendez  | Não atribuído     | UFC          | 2020 | GHRP-6                      | Suspensão (2 ano)            |        |
| 1º | Niko Price        | Donald Cerrone    | UFC 2020     | 2020 | THC, tetraidrocanabinol     | Suspensão(6 meses)           | [ 35 ] |
| 1º | Diego Brandão     | Brian Ortega      | UFC 195      | 2021 | THC, tetraidrocanabinol     | Suspensão                    | [ 36 ] |

Nota: A benzoilecgonina não é proibida fora do período de competição pela Agência Mundial Antidoping (WADA). Como o combate de Jon Jones aconteceu apenas no dia 3 de janeiro, a comissão atlética não pôde suspender o campeão.
Nota: Dan Henderson também fez terapia TRT quando esta era legalizada.
Nota: Quando Vitor Belfort começou a terapia com TRT esta ainda era legalizada, no entanto, tornou-se proibida antes de sua luta contra Jon Jones.
Nota: A USADA encontrou vestígios de turinabol no sangue de Jon Jones o que poderia levá-lo a uma suspensão de 4 anos do esporte ou até o seu banimento do esporte. A USADA reuniu-se com Dana White e representantes do UFC e chegaram a conclusão de que a quantidade da substância em seu organismo era tão pequena que não traria vantagens a ele e decidiram não bani-lo.

## Atletas que mais caíram no dopping
| Nº | Nome             | Quantidade |
| -- | ---------------- | ---------- |
| 1º | Josh Barnett     | 4          |
| 2º | Jon Jones        | 3          |
| 2º | Nick Diaz        | 3          |
| 3º | Kelvin Gastelum  | 2          |
| 3º | Sean O’Malley    | 2          |
| 3º | Brock Lesnar     | 2          |
| 3º | Antônio Pezão    | 2          |
| 3º | Melvin Guillard  | 2          |
| 3º | Vitor Belfort    | 2          |
| 3º | Ruslan Magomedov | 2          |

## Dopagens por país
| Nº | País           | Quantia |
| -- | -------------- | ------- |
| 1º | Estados Unidos | 16      |
| 2º | Brasil         | 15      |
| 3º | Cuba           | 2       |
| 4º | México         | 2       |
| 4º | Rússia         | 2       |
| 4º | Países Baixos  | 1       |
| 4º | Itália         | 1       |
| 4º | Alemanha       | 1       |
| 4º | China          | 1       |
| #  | Total          | 41      |

Nota: Estas listas consideram apenas os atletas apresentados acima contando cada um como um ponto, não importando quantas incidências tenha.

## Dopagens por substância mais frequentes
| Nº | Nome                    | Quantia |
| -- | ----------------------- | ------- |
| 1º | TRT e Testosterona      | 6       |
| 1º | Não revelado            | 6       |
| 2º | THC, tetraidrocanabinol | 3       |
| 3º | Boldenona               | 3       |
| 3º | Ostarina                | 3       |
| 4º | Drostanolona            | 2       |
| 4º | Benzoilecgonina         | 2       |
| 5º | Turinabol               | 2       |
| 5º | Furosemida              | 2       |
| 5º | GH-hormônio             | 2       |